# Pipoka
João José Vianna (Brasília, 15 de novembro de 1963), mais conhecido como Pipoka, é um jogador de basquetebol brasileiro, que teve uma curta passagem na NBA. Com 2,04 metros de altura, jogava como ala-pivô.

## O nome
Seu nome pode ser relacionado ao fato de dar vários saltos durante as partidas, mas ele mesmo já afirmou que o seu nome é atribuído ao fato de que na infância, ele comprava saquinhos de pipocas no lanche.

## Carreira profissional
Começou sua carreira profissional no Clube Atlético Monte Líbano. Com atuação destacada, foi convocado para a Seleção Brasileira de Basquetebol Masculino.
Em 1989, transferiu-se para o Maratonistas de Coamo, um clube da liga de basquete de Porto Rico, onde jogou duas temporadas. Em outubro de 1991, assinou como agente livre pelo Dallas Mavericks, da NBA, tornando-se o segundo atleta brasileiro na liga profissional de basquete dos Estados Unidos, mas jogou apenas um jogo, marcando dois pontos e fazendo duas assistências.
Mais tarde, voltou para os Maratonistas, onde jogou mais duas temporadas, voltando a atuar no Brasil em  1993 pelo Monte Líbano. Jogou ainda no Palmeiras, Corinthians-RS, Mogi das Cruzes, Flamengo e Araraquara. Seu último clube foi o Lobos Brasília, onde se aposentou durante os playoffs do Campeonato Nacional de 2007, aos 43 anos.

## Títulos
Seleção brasileira
- Jogos Pan-Americanos: 1987

Monte Líbano
- Campeonato Paulista: 2 vezes (1984 e 1986)
- Campeonato Brasileiro: 4 vezes (1984, 1985, 1986 e 1987)
- Campeonato Sul-Americano de Clubes: 2 vezes (1985 e 1986)
- Vice-campeão do Campeonato Mundial Interclubes: 1985

Mogi
- Campeonato Paulista: 1 vez (1996)

Flamengo
- Campeonato Carioca: 2 vezes (1998 e 1999)